# Paul Putner
Paul Putner est un humoriste anglais et un acteur. Il est né à East Grinstead en mars 1966. Il étudia à la LAMDA à Londres où il remporta, parmi d’autres prix, le prix Laurence Olivier pour rôles comiques. Il a été marié pendant huit ans à Matty Mitford, une artiste de cabaret.
Son premier rôle à la télévision fut dans la série policière aux nombreux épisodes d’ITV « Inspecteur Barnaby » (Midsomer Murders) où il jouait un rôle accessoire de policier, un de ceux qui apportent des messages à Barnaby. Sa réelle vraie entrée dans la comédie vint après avoir créé le club des Regency Rooms avec ses amis artistes Steve Furst et Oliver Darly. Le club fit l’objet d’un culte et reçut de nombreux comiques en guest star. Richard Herring le remarqua dans ce programme et l’invita à jouer dans la pièce Punk’s Not Dead au festival d'Édimbourg. Ce rôle le mena à bien d’autres dont des participations à la télévision dans l’émission Lee and Herring.
Il est intervenu dans un grand nombre d’émissions à la télévision et à la radio britannique, comme This Morning With Richard Not Judy (1998) (peut-être plus particulièrement comme le Curious Orange qui apparaît dans tous les épisodes, mais aussi dans plein d’autres rôles récurrents), mais aussi Sir Bernard's Stately Homes (1999), The Day the Music Died (à partir de 2004), Look Around You (2004), Les Allumés (1999) et Little Britain (2003). Il fait une petite apparition comme zombie dans le film comique Shaun of the Dead en 2005 où on peut aussi l’entendre dans les commentaires des zombies sur les bonus du DVD. En 2005, Paul Putner joue dans les programmes de sciences-fiction comiques Nebulous, sur la fréquence BBC 4.
En 2005, Paul Putner joue dans le sketch du 7e arrondissement (Tour Eiffel), dans le film choral Paris, je t'aime, réalisé par Sylvain Chomet. Ce film fut présenté dans la catégorie Un Certain Regard du Festival de Cannes 2006.
Depuis la fin 2005 jusqu’au début 2007, Paul Putner a fait une tournée avec le spectacle Little Britain Live, jouant plusieurs personnages pour un public de plus d’un million de personnes sur deux continents.